# Skaat
Skaat is een kaartspel voor drie spelers, dat met speelkaarten of op de computer gespeeld kan worden.
Skaat is in de 19e eeuw in Altenburg, Duitsland ontstaan. Het spel ontleent zijn naam aan twee naast elkaar op tafel neergelegde kaarten, gezamenlijk aangeduid met skaat. Het woord skaat is etymologisch verwant aan het Italiaanse scartare en Franse écarter, wat zoveel betekent als wegleggen.
Skaat wordt met name in Duitsland, waar het Skat heet, veel gespeeld, in het café, maar ook in serieuzer wedstrijdverband. De populariteit van het spel blijkt wel uit het bestaan van de vele skaatverenigingen die het land rijk is. De meeste daarvan zijn bij de Duitse Skaatbond (DSKV) aangesloten, die officiële wedstrijden organiseert.

## Doel van het spel
De drie spelers worden in twee teams verdeeld waarbij degene die de bieding gewonnen heeft moet proberen 61 of meer van de 120 punten te behalen. De ander twee spelers werken samen met als doel dit te verhinderen.

## Kaarten
In Duitsland gebruikte men vanouds vier verschillende kleuren (eikels, harten, bellen en klaveren) en andere symbolen dan in het internationaal gebruikelijke Franse kaartspel. Vooral in de voormalige DDR heeft men dit lang volgehouden; in West-Duitsland raakten internationale kaarten na de oorlog wel in zwang. Alleen in het zuiden van Duitsland bleef de voorkeur voor de Duitse kaarten. Tegenwoordig gebruikt men in wedstrijdverband, bij wijze van compromis, kaarten met Franse symbolen, maar dan in "Duitse" kleuren. Voor het verloop van het spel maakt dat niet uit.

## Puntentelling
Skaat wordt gespeeld met de zeven t/m de aas uit een regulier kaartspel, zodat er 32 kaarten zijn. Een aas is 11 punten waard, een tien 10, een heer 4, een vrouw 3 en een boer 2 punten.
In het spel is zonder troef de volgorde aas, heer, vrouw, boer, tien, negen, acht, zeven. Zodra met troef wordt gespeeld is de hoogste kaart klaverenboer, gevolgd door schoppen-, harten- en ruitenboer, dan troef aas, tien, heer, vrouw, negen, acht en zeven.

## Verloop van het spel
De 32 kaarten worden over de drie spelers verdeeld. Iedere speler ontvangt tien kaarten; de twee overgebleven kaarten vormen de skaat. Als je met zijn vieren bent, doet de vierde speler (roulerend) telkens niet mee aan het spel. De vierde speler deelt wel in winst of verlies van de gever.
Na het delen wordt bepaald welke van de spelers tegen de andere twee speelt. De speler rechts van de gever vraagt aan de derde speler (voorhand) of hij een bepaald aantal punten beginnend vanaf 18, dat voor een "contract" staat denkt te kunnen halen. Zolang de ander 'ja' antwoordt, moet de vrager hoger bieden. Kan hij dat niet, dan heeft hij gepast en als het antwoord 'nee' komt heeft de derde speler gepast. Hierna mag de gever de zo overgebleven speler vragen, totdat hij 'nee' zegt of de gever geen hoger bod kan uitbrengen. Zie beneden voor een voorbeeld. Dit heet "Reizen" (rijzen) en werkt als volgt:

### Puntentelling tijdens de bieding
| Ruiten   | 9        |
| Harten   | 10       |
| Schoppen | 11       |
| Klaveren | 12       |
| Grand    | 20 of 24 |

Bij Grand tellen alleen de vier boeren als troef.

### Vermenigvuldigingsfactoren
Deze punten worden vermenigvuldigd met het aantal van de hoogste troeven dat de speler heeft of juist mist. Een speler die alleen de hoogste troef heeft (of mist) speelt "met één" (zonder één), dat een vermenigvuldigingsfactor van twee heeft. Met of zonder twee vermenigvuldigt met drie, met of zonder drie telt maal vier, en met of zonder vier telt maal vijf.
De vermenigvuldigingen zijn:
- Het aantal hoogste troeven, die men wel of niet bezit. Dat zijn de vier boeren en in theorie troef aas, troef 10, troef Heer enzovoorts.
- Gespeeld
- Hand Een speler die zichzelf de restrictie oplegt niet de skaat op te nemen, krijgt één extra vermenigvuldigingsfactor.
- Schneider (zie beneden, speler haalt 90 punten) levert ook één extra factor op;
- Schneider geannonceerd (Schneider angesagt) Alleen mogelijk als men de Skaat niet heeft opgenomen dus in combinatie met Handspel
- Schwarz Speler haalt alle slagen, nog één extra;
- Schwarz geannonceerd (Schwarz angesagt) Alleen mogelijk als men de Skaat niet heeft opgenomen dus in combinatie met Handspel. Als men Schwarz annonceert, betekent dit automatisch dat ook Schneider is geannonceerd.
- ouvert (open) geeft ook één extra vermenigvuldigingsfactor. Alleen mogelijk als men de Skaat niet heeft opgenomen dus in combinatie met Handspel. Als men Ouvert annonceert, betekent dit automatisch dat ook Schwarz en Schneider is geannonceerd.

Voorbeeld: Een speler die de hoogste twee troeven heeft (klaveren- en schoppenboer) en met schoppen als troef speelt "met twee", zodat hij tot 11×3 = 33 punten komt.
Het laagste aantal punten is dus 18: een persoon speelt met of zonder één in ruiten.

## Reizen (Nederlands: rijzen)
Op basis van bovenstaande puntentelling begint de middelhand bij het laagst mogelijke puntenaantal (18). Als de voorhand denkt de meerderheid van de punten te kunnen halen, én daarbij door middel van troefkleur en vermenigvuldigingsfactoren minstens 18 punten te kunnen halen, dan zegt deze "ja". Zo niet, dan past hij.
Vervolgens noemt de middelhand het volgende bod (20), en dit gaat zolang door totdat een van beiden past. De gever gaat nu verder met de overgebleven speler totdat een van hen twee past en het spel kan beginnen.
Voorbeeld van het rijzen: Voorhand heeft een null-spel en kan tot 23 bieden, middelhand heeft klaverenboer en schoppenboer en wil ruiten spelen; hij kan 27 bieden en de achterhand (= gever) heeft azen, tienen en de hartenboer en wil een Grand spelen zonder 2 (72 punten). Middelhand begint nu te vragen aan voorhand:
M:'Heb je 18?'
V:'ja'
M:'20?'
V:'ja'
M:'22?'
V:'ja'
M:'23?'
V:'ja'
M:'24?'
V:'nee'
Nu heeft middelhand dus de bieding van voorhand gewonnen en is de gever aan de beurt. Gever vraagt nu en middelhand antwoordt:
G:'Heb je 27?'
M:'ja'
G:'30?'
M:'nee'
Gever heeft nu gewonnen en moet nu een spelsoort annonceren, dat minstens 30 punten waard is.

## De Skaat en Überreizen
Stel een speler speelt schoppen troef met ruitenboer in handen. Hij neemt de Skaat niet en haalt 91 punten. Dan rekent men 'Zonder 3, gespeeld 4, hand 5, Schneider 6×11 is 66 punten'. Nu wordt de Skaat, ook als hij niet wordt opgenomen altijd voor de speler gerekend met de daarin gelegen punten. Stel nu dat daar de schoppenboer in zit dan wordt het opeens 'Zonder 1, gespeeld 2, hand 3, Schneider 4×11 is 44 punten'. Heeft de speler nu meer dan 44 geboden dan is hij nat gegaan door de Skaat. Dat is het risico van 'zonder' spelen.
Ander voorbeeld: iemand heeft tegen een Null Hand (35 punten, zie onder) op zitten bieden en moet dus een contract met 35 punten annonceren. Hij heeft de ruitenboer en wil harten troef maken en denkt: 'zonder 3, gespeeld 4 maal harten is 40 punten.' Hij neemt de Skaat op en vindt klaverenboer, nu heeft hij een probleem, want met 1, gespeeld 2×10 is maar 20 punten. Hij heeft nu 2 opties: alle slagen halen met 1, gespeeld 2, Schneider 3, Schwarz 4×10 is meer dan 35 punten, óf Grand annonceren, met 1, gespeeld 2×24 en hij is er ook. Als hij dat niet ziet zitten kan hij het spel als verloren geven. Wanneer men door een hoge troef in de Skaat zijn spel gedegradeerd weet, dan spreekt men van 'überreizen'.

## Winst en verlies
De waarde van een uitgespeeld contract wordt bijgeschreven op conto van de speler. Gaat deze nat, dan worden er geen punten afgetrokken, maar krijgen de tegenspelers beide die punten bijgeschreven, vergelijkbaar bij een down gespeeld contract bij Bridge. Neemt men de Skaat op en gaat men nat, dan telt het verlies dubbel. Handspelen worden niet dubbel verloren. Vindt men in de Skaat zijn spel 'überreizt' en geeft men zich gewonnen, dan verliest men dubbel de waarde, waarop de bieding is geëindigd en niet het spel dat men erop had willen spelen.

## Spelen
De speler links van de gever komt uit. Kleur bekennen is verplicht; troeven is niet verplicht. De speler die de hoogste kaart in de uitgekomen kleur (of troef) speelt wint de slag en komt uit in de volgende slag. Als een speler de slag wint houdt hij de kaarten bij zich voor puntentelling achteraf.

## Einde van het spel
Aan het einde van het spel moet de speler die het reizen gewonnen heeft aan twee voorwaarden voldoen:
- Hij moet 61 of meer punten hebben
- Het totaal van troefkleur en vermenigvuldigingsfactoren is gelijk aan of meer dan het hoogst genoemde getal tijdens het reizen.

Als de speler dit bereikt, heeft hij zijn bod gehaald en krijgt hij de werkelijke spelwaarde (dat kan dus hoger zijn dan waar de andere spelers pasten) uitgekeerd. Als hij minder dan 61 punten haalt (nat) verliest hij de spelwaarde (dubbel met opnemen van de skaat). Is het bod hoger dan de spelwaarde (úberreizen), dan verliest hij het aantal geboden punten.
De kaarten van de skaat worden bij degene die het bieden won gevoegd. Het kan hiermee voorkomen, dat een speler door de skaat zijn bod niet meer kan halen. Als hij "zonder drie" speelde en klaverenboer ligt in de skaat, dan speelt hij ineens "met één", hetgeen twee factoren minder is.
Als de speler meer dan 90 punten haalt, is de tegenpartij "Schneider"; als de speler alle slagen haalt is deze "Schwarz".

## Speciale spellen
- null: Een speler mag geen enkele slag halen. Dit bod telt voor 23 punten.
  - null zonder de skaat telt voor 35 (soms 29) punten
- null ouvert: De speler mag geen slag halen én legt voor het spel zijn kaarten open, nadat de eerste ronde is voltrokken. Daarin wordt met dichte hand gespeeld. Dit telt voor 46 punten.
  - null ouvert zonder de skaat telt voor 59 punten.
- revolution  revolutie (oude skat): de tegenstanders mogen de kaarten onderling steken om de speler een slag te laten halen.  Dit telt voor 92 punten.